# Список растений, занесённых в Красную книгу Пермского края
В данном списке указаны все сосудистые растения, включённые в состав Красной книги Пермского края издания 2008 года.

## Список таксонов
Всего в списке 111 видов сосудистых растений, в скобках приведена категория статуса редкости.

### Папоротниковидные

#### СемействоУжовниковые(Ophioglossaceae)
- Botrychium lanceolatum (S.G.Gmel.) Ångstr. — Гроздовник ланцетовидный (IV)
- Botrychium matricariifolium (Döll) A.Braun ex W.D.J.Koch — Гроздовник ромашколистный (I)

#### СемействоКочедыжниковые(Athyriaceae)
- Woodsia alpina — Вудсия альпийская (III)

#### СемействоЩитовниковые(Aspidiaceae)
- Polystichum braunii — Многорядник Брауна (III)
- Polystichum lonchitis — Многорядник копьевидный (I)

#### СемействоКриптограммовые(Cryptogrammaceae)
- Cryptogramma crispa — Криптограмма курчавая (I)
- Cryptogramma stelleri — Криптограмма Стеллера (IV)

### Покрытосеменные

#### СемействоАстровые(Asteraceae)
- Centaurea integrifolia — Василёк цельнокрайнелистный (I)
- Centaurea marschalliana — Василёк Маршалла (I)
- Centaurea sibirica — Василёк сибирский (III)
- Saussurea uralensis — Соссюрея уральская (III)
- Scorzonera glabra — Козелец голый, или Козелец Рупрехта (III)
- Senecio igoschinae — Крестовник Игошиной (III)
- Serratula gmelinii — Серпуха Гмелина (III)

#### СемействоБерезовые(Betulaceae)
- Corylus avellana — Лещина обыкновенная (IV)

#### СемействоКрестоцветные(Brassicaceae)
- Alyssum lenense — Бурачок ленский (III)
- Clausia aprica — Клаусия солнцепечная (I)
- Dentaria trifida — Зубянка тройчатая, или Сердечник тройчатый (III)
- Schivereckia hyperborea (L.) Berkut. — Шиверекия северная, или Шиверекия подольская (I)

#### СемействоГвоздичные(Caryophyllaceae)
- Cerastium krylovii — Ясколка Крылова (III)
- Dianthus acicularis — Гвоздика иглолистная (IV)
- Gypsophila uralensis — Качим уральский (IV)
- Minuartia helmii — Минуарция Гельма (III)

#### СемействоЛаданниковые(Cistaceae)
- Helianthemum nummularium — Солнцецвет монетолистный (III)

#### СемействоТолстянковые(Crassulaceae)
- Rhodiola rosea — Родиола розовая (II)

#### СемействоВорсянковые(Dipsacaceae)
- Knautia tatarica — Короставник татарский (III)

#### СемействоВересковые(Ericaceae)
- Calluna vulgaris — Вереск обыкновенный (I)
- Phyllodoce caerulea — Филлодоце голубая (I)

#### СемействоМолочайные(Euphorbiaceae)
- Mercurialis perennis — Пролесник многолетний (III)

#### СемействоБобовые(Fabaceae)
- Astragalus buchtormensis — Астрагал бухторминский (II)
- Astragalus klerceanus — Астрагал клеровский (III)
- Astragalus falcatus — Астрагал серпоплодный (III)
- Astragalus glycyphyllos — Астрагал солодколистный (III)
- Astragalus gorczakovskii — Астрагал Горчаковского (II)
- Astragalus kungurensis — Астрагал кунгурский (I)
- Astragalus permiensis — Астрагал пермский (II)
- Astragalus wolgensis — Астрагал волжский (I)
- Oxytropis uralensis — Остролодочник уральский (III)

#### СемействоГераниевые(Geraniaceae)
- Geranium sanguineum — Герань кровяно-красная (III)

#### СемействоКасатиковые(Iridaceae)
- Iris sibirica — Касатик сибирский (IV)

#### СемействоГубоцветные(Lamiaceae)
- Thymus ovatus — Тимьян блошиный (III)
- Thymus marschallianus — Тимьян Маршалла (III)
- Thymus talijevii — Тимьян Талиева (III)
- Thymus serpyllum — Тимьян ползучий (III)
- Thymus paucifolius — Тимьян малолистный (III)
- Thymus bashkiriensis — Тимьян башкирский (III)
- Thymus cimicinus — Тимьян клоповый (III)

#### СемействоЛилейные(Liliaceae)
- Gagea samojedorum — Гусиный лук ненецкий (III)
- Lilium pilosiusculum — Лилия волосистая, или Лилия кудреватая (III)
- Zigadenus sibiricus — Зигаденус сибирский (I)

#### СемействоКувшинковые(Nymphaeaceae)
- Nuphar pumila — Кубышка малая (III)
- Nymphaea tetragona — Кувшинка четырехлепестковая (III)

#### СемействоКипрейные(Onagraceae)
- Circaea lutetiana — Двулепестник парижский (III)

#### СемействоОрхидные(Orchidaceae)
- Herminium monorchis — Бровник одноклубневый (I)
- Cypripedium ventricosum — Венерин башмачок вздутый (I)
- Cypripedium calceolus — Венерин башмачок настоящий (II)
- Cypripedium macranthon — Венерин башмачок крупноцветковый (I)
- Cypripedium guttatum — Венерин башмачок пятнистый (III)
- Neottia nidus-avis — Гнездовка настоящая (III)
- Goodyera repens — Гудайера ползучая (III)
- Epipactis palustris — Дремлик болотный (II)
- Epipactis helleborine — Дремлик зимовниковый, или Дремлик широколистный (III)
- Epipactis atrorubens — Дремлик темно-красный (III)
- Calypso bulbosa — Калипсо луковичная (III)
- Gymnadenia conopsea — Кокушник длиннорогий (III)
- Corallorhiza trifida — Ладьян трехнадрезный (III)
- Liparis loeselii — Липарис Лезеля (0)
- Platanthera bifolia (L.) Rich. — Любка двулистная, или Ночная фиалка (III)
- Malaxis monophyllos — Мякотница однолистная (III)
- Epipogium aphyllum — Надбородник безлистный (III)
- Neottianthe cucullata — Неоттианта клобучковая (I)
- Dactylorhiza elodes — Пальчатокоренник болотолюбивый (III)
- Dactylorhiza hebridensis — Пальчатокоренник гебридский (III)
- Dactylorhiza longifolia — Пальчатокоренник длиннолистный (III)
- Dactylorhiza curvifolia — Пальчатокоренник дуголистный (III)
- Coeloglossum viride — Пололепестник зеленый (III)
- Dactylorhiza cruenta — Пальчатокоренник кровавый (III)
- Dactylorhiza incarnata — Пальчатокоренник мясо-красный (III)
- Dactylorhiza maculata — Пальчатокоренник пятнистый (III)
- Dactylorhiza russowii — Пальчатокоренник Руссова (III)
- Dactylorhiza traunsteineri — Пальчатокоренник Траунштейнера (I)
- Dactylorhiza fuchsii — Пальчатокоренник Фукса (III)
- Cephalanthera longifolia — Пыльцеголовник длиннолистный (I)
- Cephalanthera rubra — Пыльцеголовник красный (II)
- Listera cordata — Тайник сердцевидный (III)
- Listera ovata — Тайник яйцевидный, или Тайник овальный (III)
- Hammarbya paludosa — Хаммарбия болотная (III)
- Orchis mascula — Ятрышник мужской (II)
- Orchis ustulata — Ятрышник обожженный (I)
- Orchis militaris — Ятрышник шлемоносный (0)

#### СемействоПионовые(Paeoniaceae)
- Paeonia anomala — Пион уклоняющийся (III)

#### СемействоЗлаковые(Poaceae)
- Stipa pennata — Ковыль перистый (IV)
- Stipa pulcherrima — Ковыль красивейший (IV)

#### СемействоПервоцветные(Primulaceae)
- Primula cortusoides — Первоцвет кортузовидный (0)

#### СемействоЛютиковые(Ranunculaceae)
- Adonis vernalis — Адонис весенний (IV)
- Anemone reflexa — Ветреница отогнутая (I)
- Anemone uralensis — Ветреница уральская (II)
- Pulsatilla patens — Прострел раскрытый (II)
- Pulsatilla multifida — Прострел многонадрезный (II)
- Pulsatilla flavescens — Прострел желтеющий (II)
- Pulsatilla ambigua — Прострел сомнительный (II)

#### СемействоРозоцветные(Rosaceae)
- Cerasus fruticosa — Вишня кустарниковая, или Вишня степная (IV)
- Potentilla nivea — Лапчатка снежная (III)

#### СемействоНоричниковые(Scrophulariaceae)
- Castilleja pallida (L.) Kunth — Кастиллея бледная (III)
- Digitalis grandiflora Mill. — Наперстянка крупноцветковая (III)
- Lagotis uralensis Schischk. — Лаготис уральский (III)
- Pedicularis sceptrum-carolinum L. — Мытник скипетровидный (II)

#### СемействоЗонтичные(Umbelliferae)
- Aulacospermum multifidum (Sm.) Meinsh. — Бороздоплодник многораздельный (III)
- Phlojodicarpus villosus (Turcz. ex Fisch. & C.A.Mey.) Turcz. ex Ledeb. — Вздутоплодник мохнатый (I)
- Sanicula giraldii H.Wolff — Подлесник Жиральда (III)

#### СемействоКрапивные(Urticaceae)
- Parietaria micrantha Ledeb. — Постенница мелкоцветковая (III)